# Krzysztof Żabiński
Krzysztof Jan Żabiński (ur. 7 lutego 1953 w Toruniu, zm. 31 stycznia 2024) – polski polityk i przedsiębiorca, elektronik, poseł na Sejm X i I kadencji (1989–1993), w 1991 minister-szef Urzędu Rady Ministrów.

## Życiorys
W 1976 ukończył studia na Wydziale Elektroniki Politechniki Poznańskiej. W latach 1976–1989 był zatrudniony w Zakładowym Ośrodku Informatyki Toruńskiej Przędzalni Czesankowej „Merinotex”.
W 1980 wstąpił do „Solidarności”. W stanie wojennym został internowany na okres od marca do grudnia 1982. Pod koniec lat 80. przewodniczył radzie pracowniczej.
W latach 1989–1993 sprawował mandat posła na Sejm X kadencji z ramienia Komitetu Obywatelskiego i I kadencji z ramienia Kongresu Liberalno-Demokratycznego. Krótko działał w Porozumieniu Centrum, potem należał do KLD i Unii Wolności (do 1996). W 1991 zajmował stanowisko ministra-szefa Urzędu Rady Ministrów w rządzie Jana Krzysztofa Bieleckiego. Od 1992 do 1993 pełnił funkcję wiceministra spraw wewnętrznych w rządzie Hanny Suchockiej.
W 1996 zrezygnował z działalności politycznej i zajął się pracą w biznesie. Był m.in. prezesem zarządu Zakładów Systemu Automatyki Sp. z o.o. w Warszawie oraz członkiem zarządu Comex Joint Venture Sp. z o.o. z siedzibą w Gdańsku. W 2008 został przez wojewodę mazowieckiego powołany na stanowisko dyrektora Przedsiębiorstwa Państwowego Meble Emilia w Warszawie.
Został pochowany na cmentarzu ewangelickim w Toruniu.

## Odznaczenia
- Krzyż Oficerski Orderu Odrodzenia Polski (2011)[4][5]
- Krzyż Kawalerski Orderu Odrodzenia Polski (2009)[6]
- Krzyż Wolności i Solidarności (2015)[7]
- Złoty Krzyż Zasługi (2000)[8]